# Vemdalen
Vemdalen ist ein Ort (tätort) in der historischen Provinz Härjedalen und der Provinz Jämtlands län. Vemdalen gehört zur Gemeinde Härjedalen. Der Ort liegt etwa 50 Kilometer nördlich von Sveg – dem Hauptort der Gemeinde – entfernt am Länsväg 315.
Eine früher bestehende Bahnverbindung Sveg–Hede wurde 1966 aufgegeben. Da Vemdalen ein wichtiges Fremdenverkehrszentrum ist und einer der Austragungsorte des Alpinen Skiweltcups 1990 war, wird heute die Bahnstation Röjan an der Inlandsbahn für den An- und Abtransport der Touristen und Wintersportler genutzt.
Im Ort befindet sich ein Heimatmuseum und die 1773 in Blockbauweise gebaute Kirche mit einem älteren, freistehenden Glockenturm.

## Bildergalerie

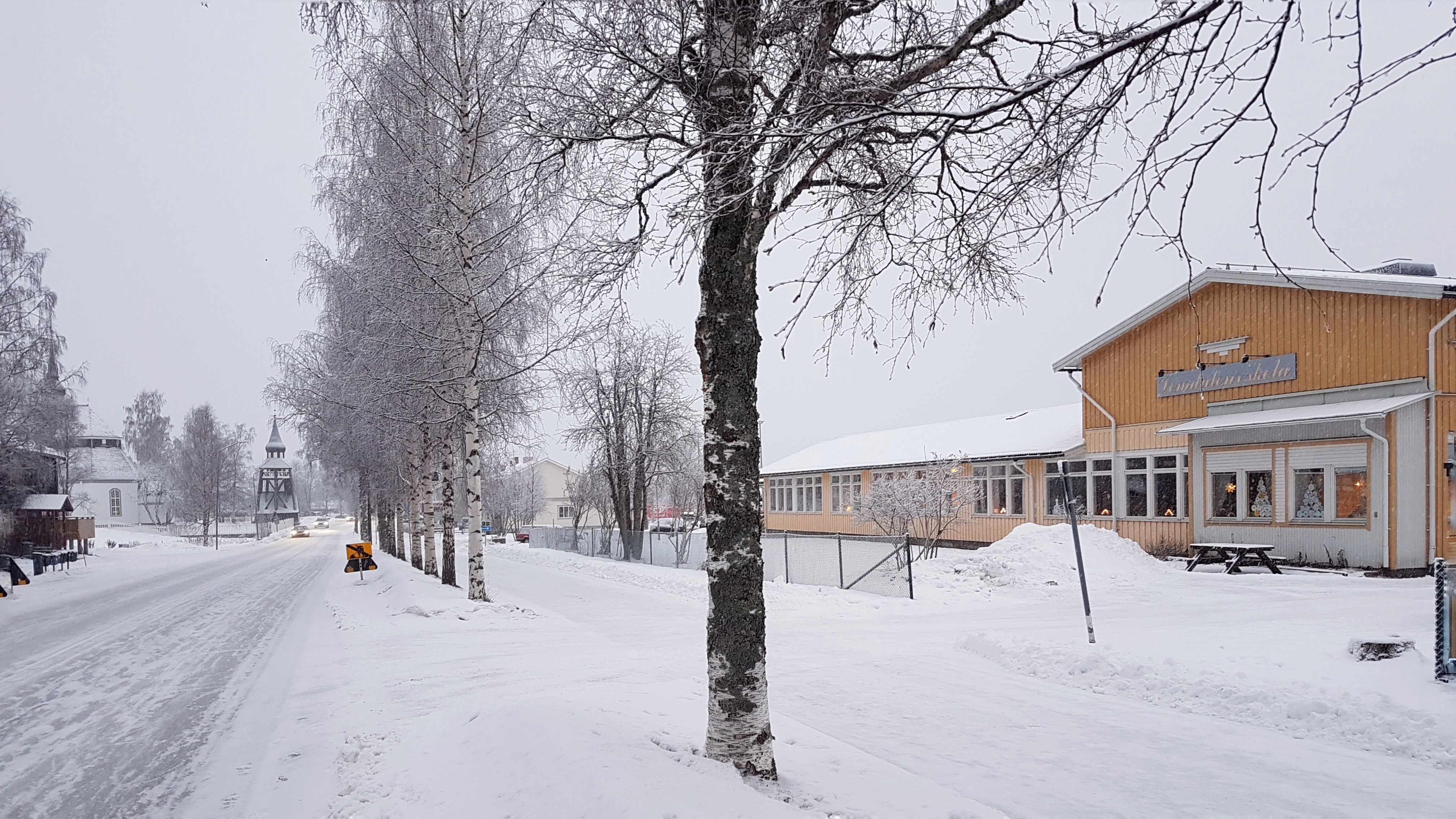
Vemdalen (2020)
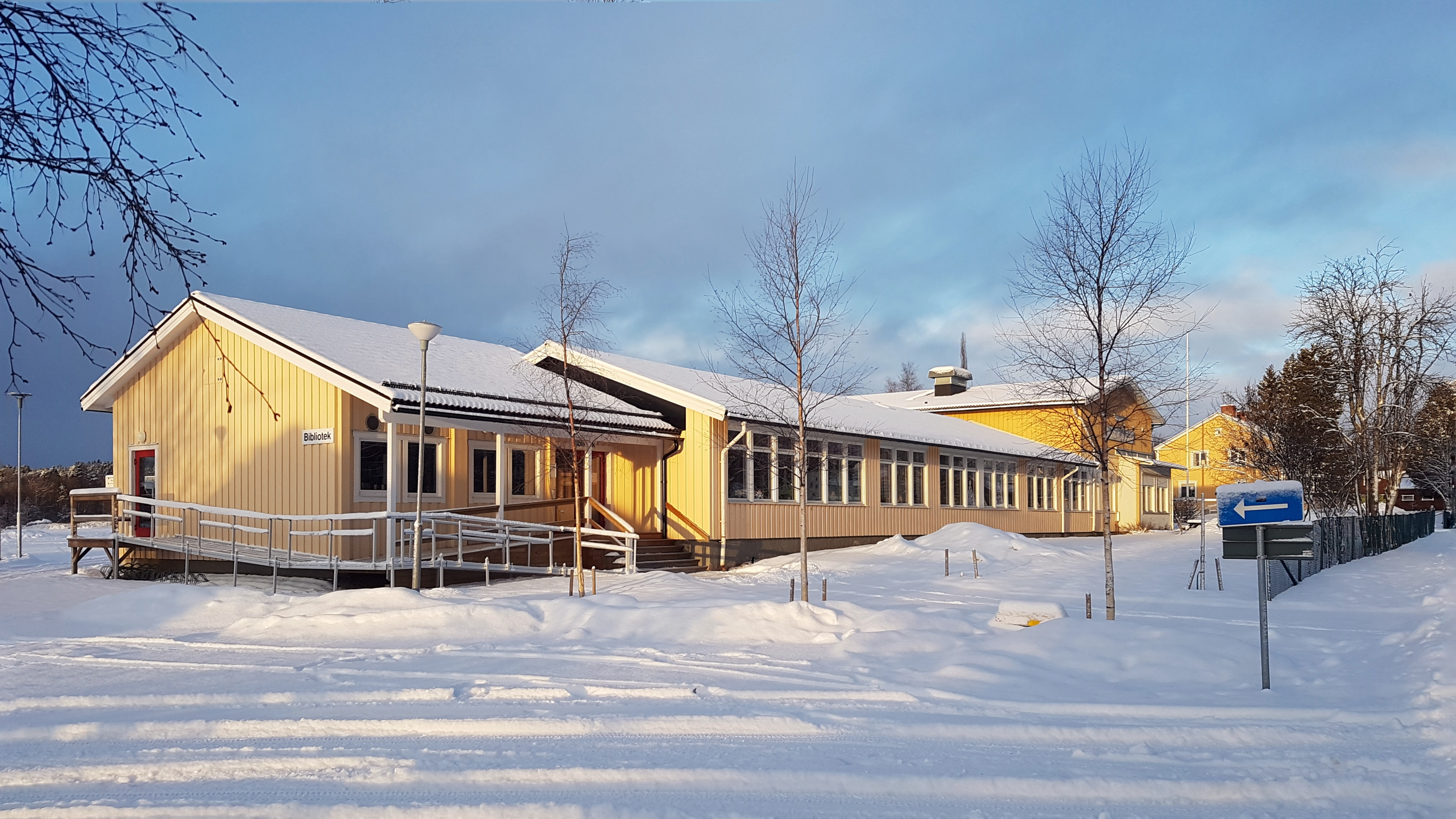
Bibliothek und Schule (2020)
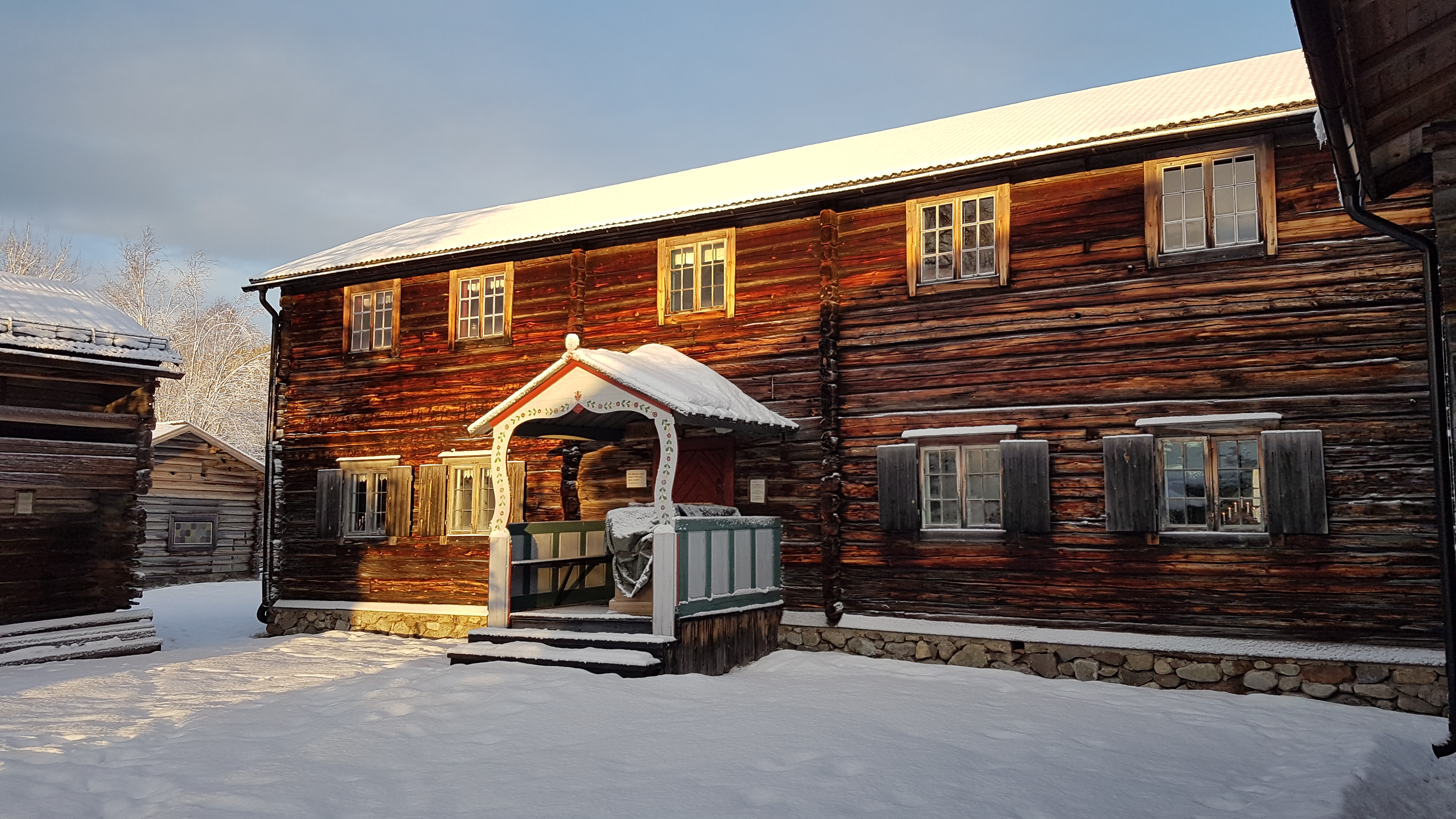
Freilichtmuseum (2020)
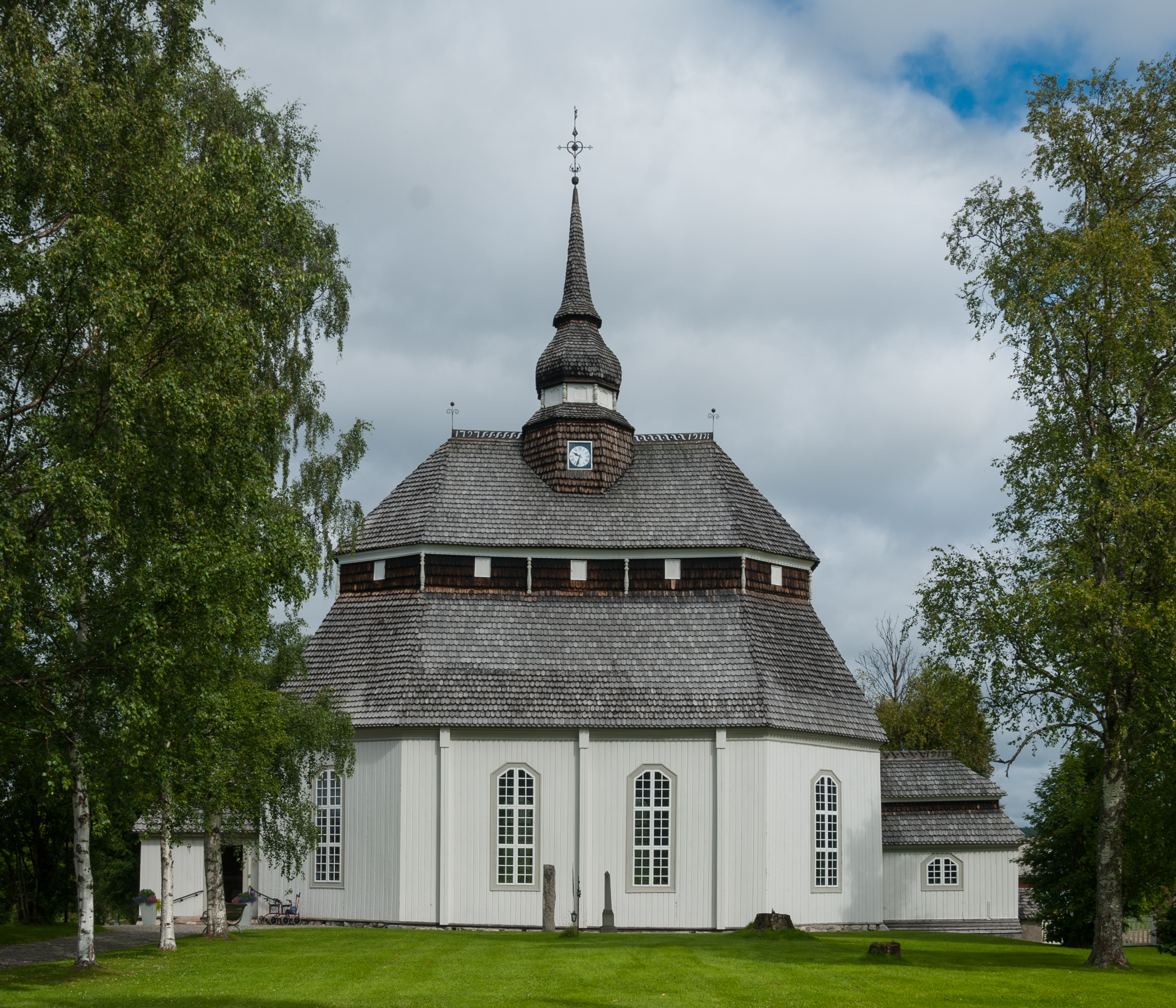
Evangelische Kirche (2012)
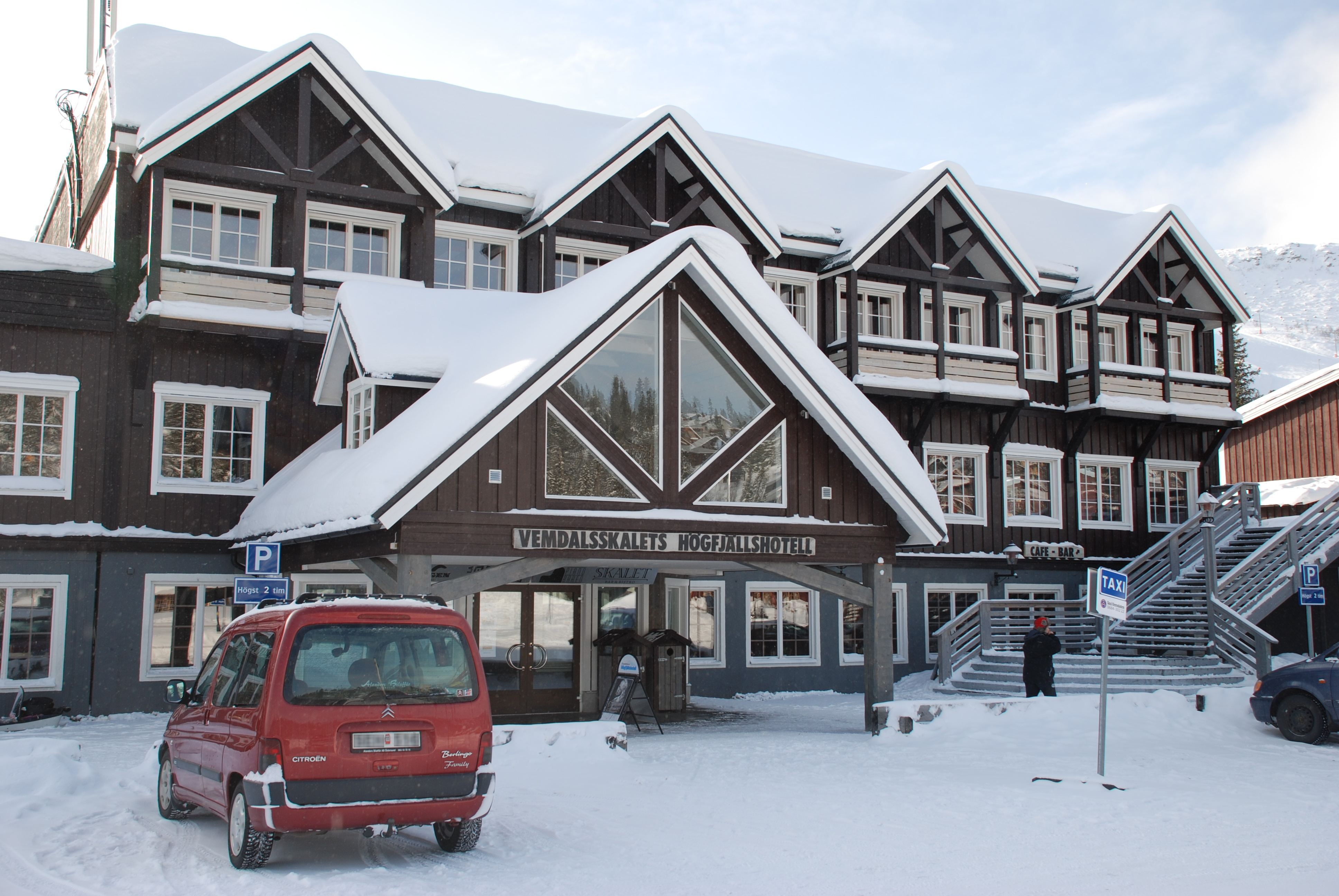
Hotel (2010)
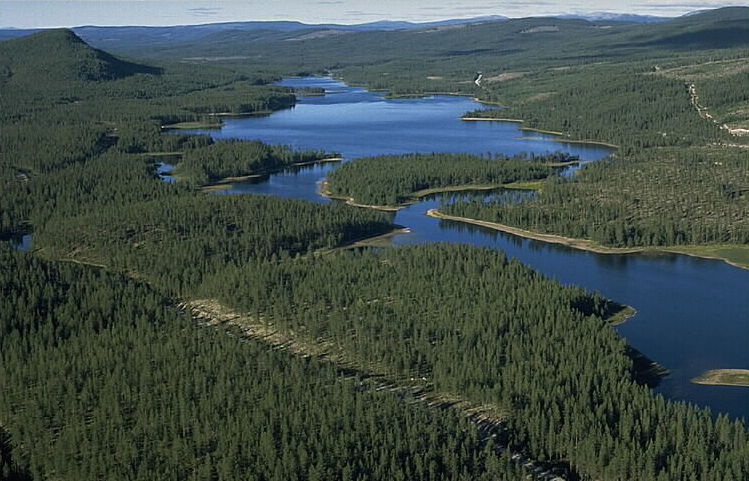
Stavsjön (1996)